# Großmeister der Artillerie von Frankreich
Der Großmeister der Artillerie von Frankreich (frz. grand maître de l’artillerie de France) war ein Amt und Großamt der Krone Frankreichs. Es wurde im Jahre 1601 von König Heinrich IV. als Großamt der Krone mit allen Privilegien geschaffen und war das Nachfolgeamt des Großmeisters der Armbrustschützen (grand maître des arbalétriers), das bis zur Einführung von Feuerwaffen existierte. Der Amtsinhaber war für die gesamte Artillerie des Königreiches verantwortlich, sämtliche Armeestandorte, die Versorgung mit und Instandhaltung der Schusswaffen, der Leitung aller Arsenale in Frankreich, die Verpflegung der Armee bis zur Herstellung von Schießpulver und Kanonen und zur Leitung der Belagerungsarbeiten. Er war Herr des Arsenals in Paris.
Vor der Erhebung zum Kronamt gab es das Amt mit verschiedenen Titulaturen, auch die des „Großmeisteramtes der Artillerie“ seit 1469:
- 1439–1463: Jean Bureau, Maître de l’artillerie
- 1469–1485: Hélion von Groing, General, Meister, Inspekteur der Artillerie des Königs (Visiteur de l’Artillerie du Roi) unter Ludwig XI.
- 1469–1473: Louis Bastet von Crussol, Herr von Crussol und Florensac; Großbrotmeister von Frankreich und Meister der Artillerie von Frankreich (siehe Haus Crussol)
- Charles de Culant (siehe Harpedane)

Es folgten sieben „Inspekteure der Artillerie des Königs“ (Visiteurs de l’Artillerie du Roi). Danach wurde unter Ludwig XII. und Franz I. von
- 1512–1546: Galiot de Genouillac (Großstallmeister von Frankreich) erster 'Großmeister der Artillerie von Frankreich',

jedoch war es zu dieser Zeit noch kein Kronamt. Acht weitere Herren bekleideten das Amt, sechs mit dem Titel „Großmeister der Artillerie von Frankreich“ (darunter Armand de Gontaut, seigneur de Biron 1569), zwei mit dem Titel des „Meisters der Artillerie von Frankreich“. Erster Amtsinhaber als Kronamt war Maximilian I. von Béthune, Herzog von Sully, König Heinrichs IV. Superminister, Berater und Vertrauter. Er hatte das Amt bis zu der Ermordung des Königs 1610 inne. Sein Nachfolger war sein Sohn gleichen Namens. Während zunächst auch die Rechtsprechung zur Amtsaufgabe gehörte, verlor das Kronamt zum Ende des 17. Jahrhunderts an Macht und hatte nur noch formelle Bedeutung. Die Aufgaben wurden von dem Amt des Festungsintendanten übernommen. Letzter Amtsinhaber war Ludwig Karl von Bourbon. 1755 wurde es von König Ludwig XV. aufgehoben.

## Liste der Großmeister der Artillerie von Frankreich
- 1439: Jean Bureau
- 1469: Hélion le Groing

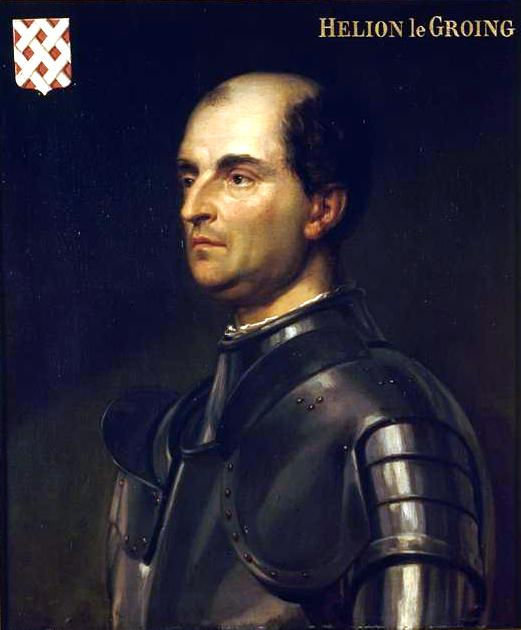
Helion de la Mothe au Groing, „Grand maître et visiteur de toutes les artilleries de France“, 1469, Musée de l'Armée (Paris)

- 1469: Louis Bastet de Crussol, seigneur de Crussol, Beaudinet & Florensac
- 1472: Gobert Cadiot
- 1473: Guillaume Bournel, seigneur de Lambercourt
- 1477: Jean Cholet, seigneur de la Choletière
- 1479: Guillaume Picart, seigneur d'Etelan
- 1479: Jacques Galiot Ricard de Genouillac († 1493)
- 1493: Guy Guyot de Lauzières, seigneur de Montreuil
- 1495: Jean de La Grange, seigneur de Vieil-Châtel
- 1501: Jacques de Silly, seigneur de Lonrai
- 1504: Paul de Busserade (oder Benserade), († 1512), seigneur de Cépy
- 1512: Jacques Galiot Ricard de Gourdon de Genouillac (1465–1546), seigneur d'Acier
- 1546: Jean de Taix († 1553), seigneur de Taix
- 1547: Charles I. de Cossé, comte de Brissac (1507–1563),
- 1550: Jean I. d’Estrées (1486–1571), comte d'Orbec
- 1567: Jean Babou (1511–1569), seigneur de La Bourdaisière
- 1569: Armand de Gontaut (1524–1592), baron de Biron
- 1578: Philibert de La Guiche († 1607)
- 1596: François d’Espinay (1554–1597), seigneur de Saint-Luc
- 1597: Antoine IV. d’Estrées (vor 1529–1609), marquis de Cœuvres
- 1599: Maximilien de Béthune (1559–1641), baron, dann marquis de Rosny, dann duc de Sully
- 1610: Maximilien II de Béthune (1588–1634), marquis de Rosny & prince d'Henrichemont, (Sohn des vorigen)
- 1629: Antoine Coëffier de Ruzé (1581–1632), marquis d'Effiat
- 1634: Charles de La Porte (1602–1664), marquis, dann duc de La Meilleraye
- 1646: Armand-Charles de La Porte (1632–1713), duc de La Meilleraye, de Mayenne & de Rethelois-Mazarin, (Sohn des vorigen)
- 1669: Henry de Daillon (v.1622–1685), comte du Lude, dann duc du Lude
- 1685: Louis de Crevant (1628–1694), duc d'Humières
- 1694: Louis Auguste I. de Bourbon, duc du Maine (1670–1736)
- 1736: Louis Charles de Bourbon, comte d’Eu (1701–1775)
- 1755: Abschaffung des Titels